# 卡克福斯特斯站
卡克福斯特斯站（英語：Cockfosters tube station）位於英國北倫敦恩菲爾德區和巴尼特區交界，是倫敦地鐵皮卡迪利線的北端終點站。本站位於卡克福斯特路上，距離倫敦市中心約14.4公里。本站位於倫敦軌道運輸第5收費區。

## 歷史
芬斯伯里公園站作為皮卡迪利線北端終點時，由於許多乘客需要在該站轉乘公車、電車或市郊鐵路以繼續向北的旅程，該站經常出現極度擠逼的情況。大北方鐵路公司曾計劃電氣化其服務該站的通勤鐵路線以加密班次，但屢次因為資金不足而放棄。針對芬斯伯里公園站的擁擠情況，政府展開了「北及東北倫敦交通研訊」，但初期報告只建議皮卡迪利線延伸一站至曼諾樓。就以上問題，政府需要倫敦及東北鐵路公司（大北方鐵路繼承者）就電氣化鐵路及放棄反對興建皮卡迪利線北延線作出選擇。由於倫敦及東北鐵路公司仍然無法籌得足夠資金進行電氣化工程，於是惟有不情願地支持皮卡迪利線向北延伸。
自此，地下鐵路委員會開始研究北延線的走線。儘管托特納姆和哈林蓋兩區均有向委員會爭取北延線延伸至該兩區，但委員會認為最佳走線是大北方鐵路（今東海岸主線）和哈特福環線之間的中間線。走線經過曼諾樓、伍德格林和南門，並以橡木林（時稱恩菲爾德西）為總站，以避開當時已有的物業發展。1929年11月北延線建議走線向北延長一站，亦即改為以本站為總站。1930年6月4日，國會批准以該走線興建皮卡迪利線北延線。
北延線隧道工程大致於1931年10月完成，而伍德格林至磅林的隧道工程則於同年底完成。皮卡迪利線於1932年9月北延至亞諾斯高夫，1933年3月北延至橡木林，並最終於1933年7月31日北延至本站。在啟用之前，本站曾建議稱為特倫特公園或卡克福斯特斯（Cock Fosters），最終決定將後者合併成單字作為站名。本站站房由英國建築師查爾斯·霍登設計，以磚、玻璃及鋼筋混凝土建成，帶有歐洲現代建築風格。霍登最初的設計草圖顯示他曾打算於本站設立兩座塔，但該兩座塔最終並未建成。與其他霍登設計的地鐵站比較，本站較為細小平實，欠缺橡木林站和亞諾斯高夫站擁有的大型站房，也沒有南門站站房擁有的前衛建築風格。本站最大的建築特色是其以混凝土和玻璃建成的月台棚頂和車棚。阿克斯橋站於1937-38年建成的車棚亦有類似設計。現今橡木林、亞諾斯高夫、南門與本站均已列為2*級登錄建築。
本站擁有3條軌道及4座月台，中央軌道由其兩側的2、3號月台服務。卡克福斯特斯維修車廠位於本站與橡木林站中間，並設有軌道分別連接該兩站。
2006年末，本站經歷了一次大規模翻新，是倫敦地鐵公司耗資10億英鎊投資的其中一個項目，使得其鄰近區域顯得更為嶄新，又不失舊建築的風華。工程於2007年5月結束。
2020年9月，倫敦交通局為本站增設了一部通往月台的升降機。本站因而成為第80個由入口到月台均提供無障礙通道的倫敦地鐵車站。
截至2022年，本站停車場提供407個泊位，其中35個為倫敦地鐵職員專用泊位，12個為殘疾人士專用泊位。

## 未來發展
2010年代後期，倫敦交通局為了增加持有土地所帶來的收入，曾有計劃利用本站停車場作物業發展。
2020年，倫敦交通局計劃在本站停車場興建四幢住宅大廈，合共超過350個單位（其中4成為可負擔單位）。計劃亦包括新的公共空間、單車泊位和殘疾人士專用泊位。目前計劃受到當區居民抨擊，他們憂慮計劃將減少本站停車場的泊位數目，並破壞當區環境。

## 圖片

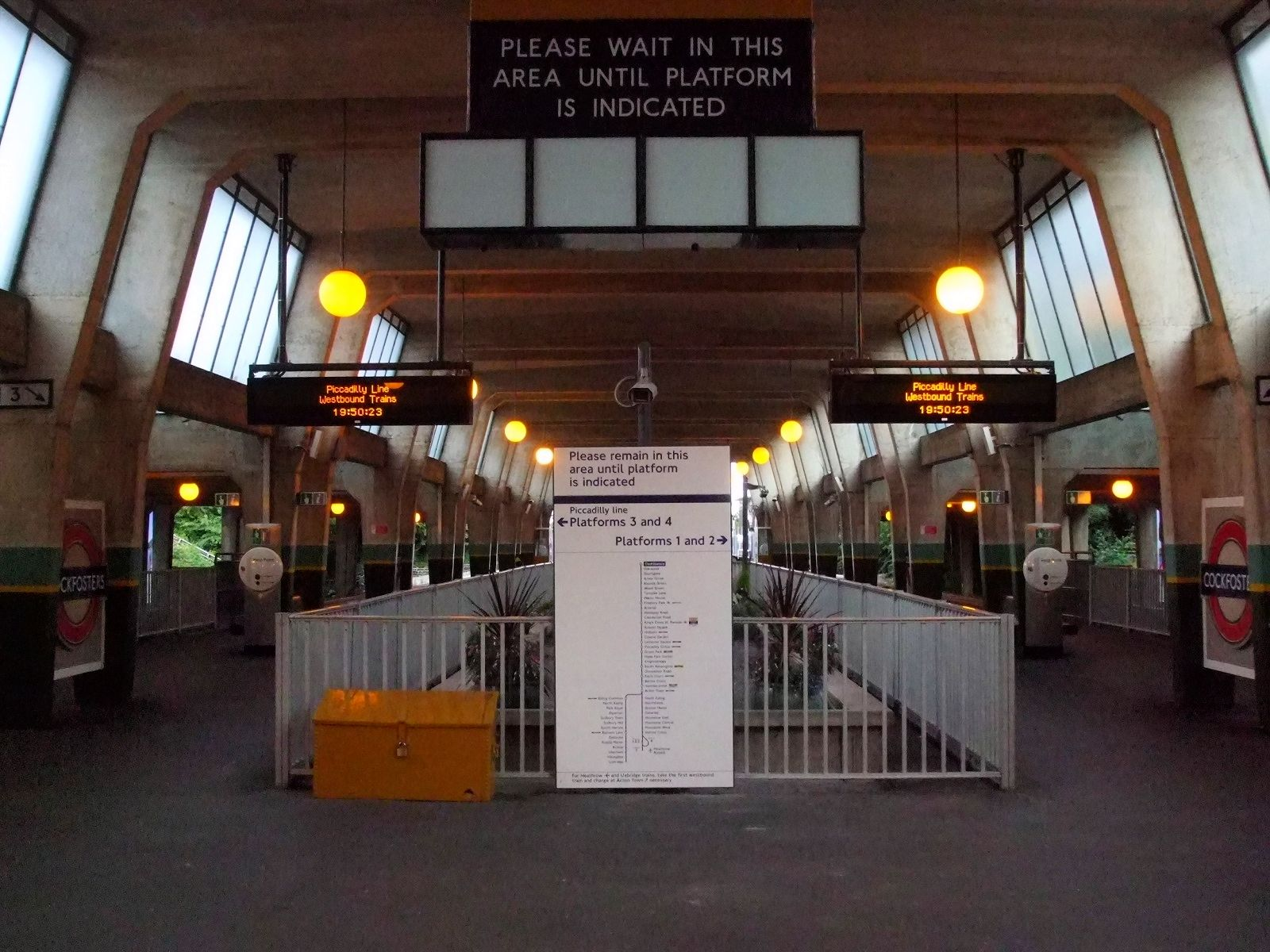
卡克福斯特斯車站大廳
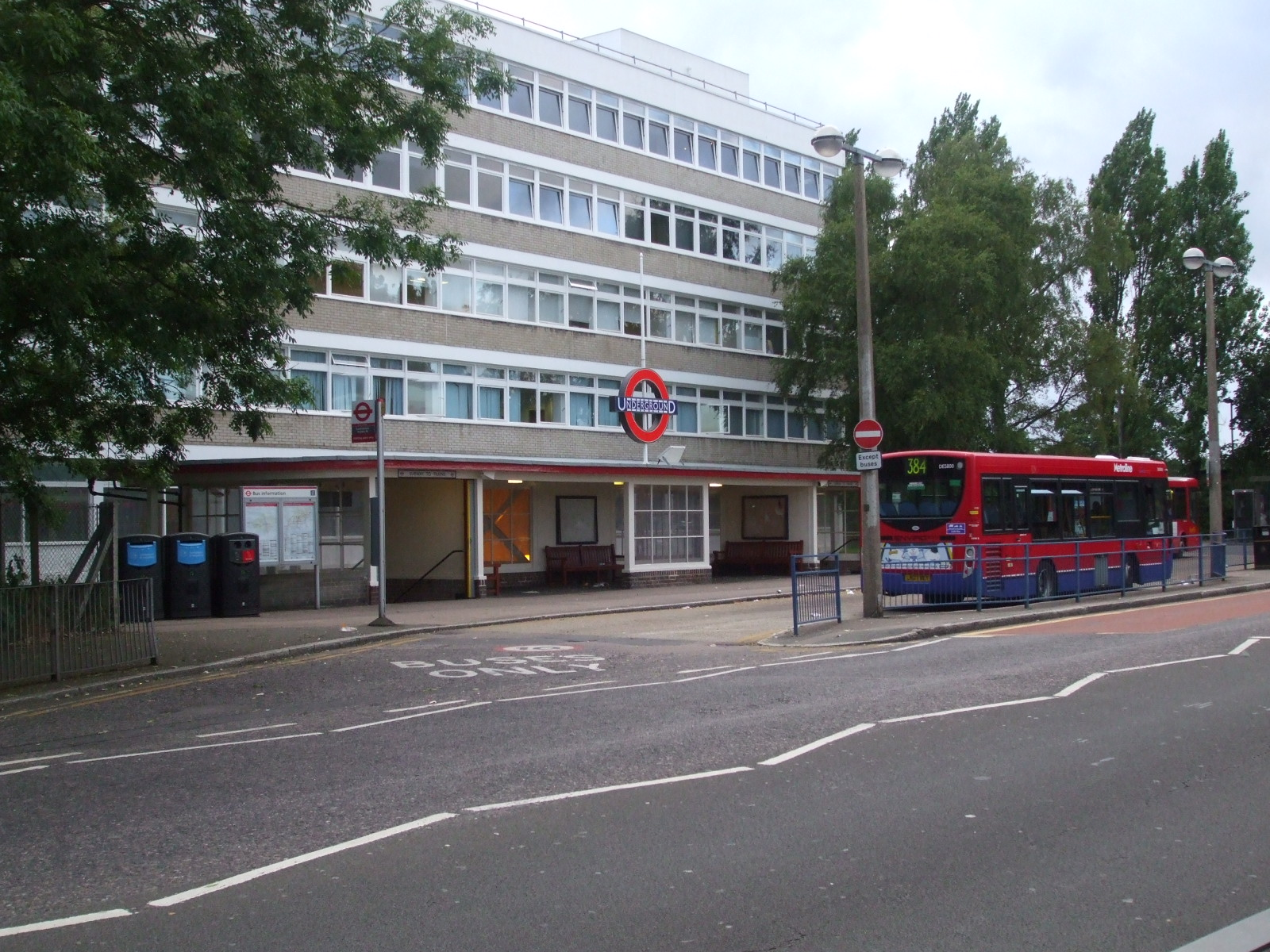
卡克福斯特斯站外巴士站
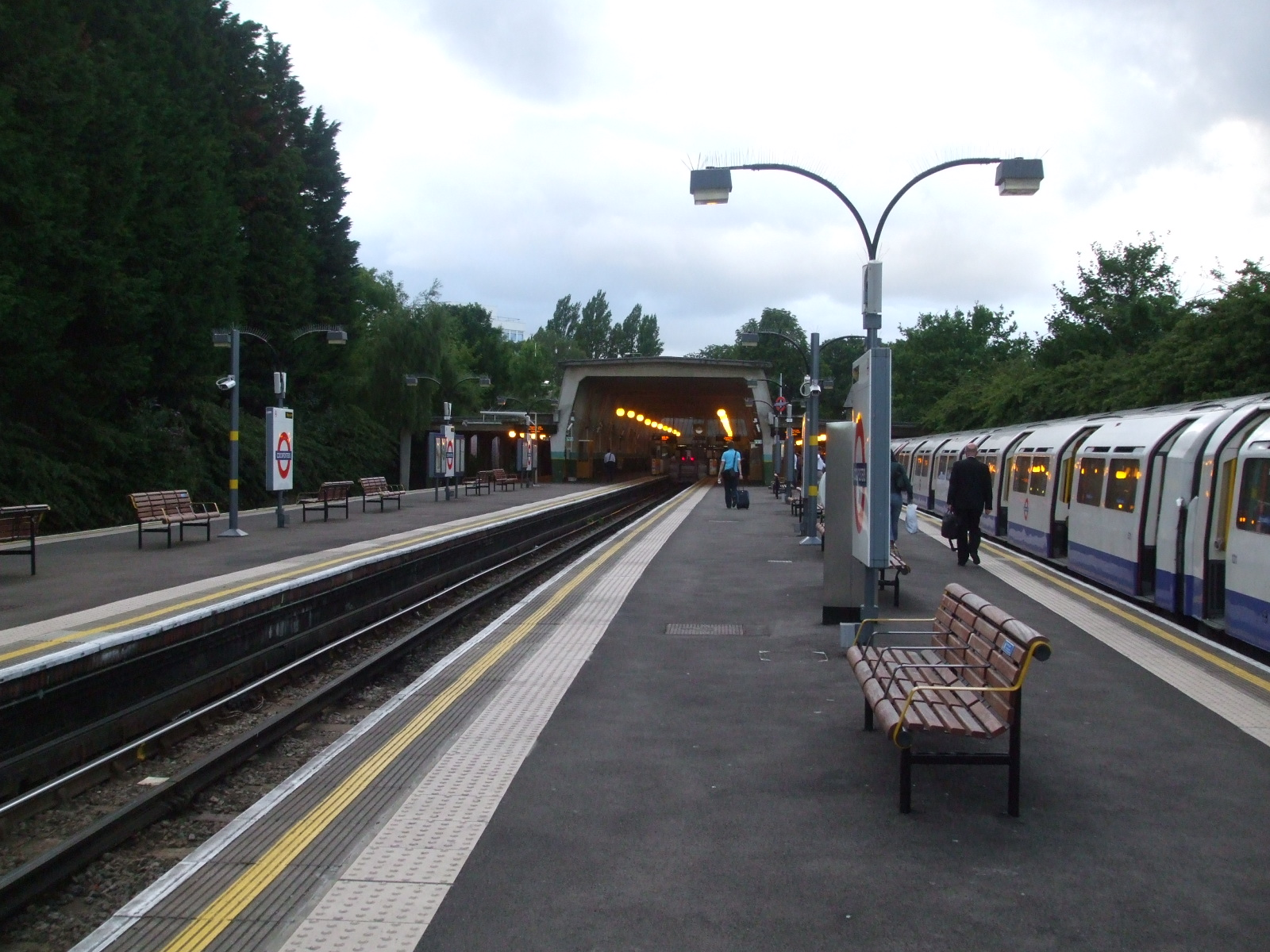
向東看2號月台及3號月台
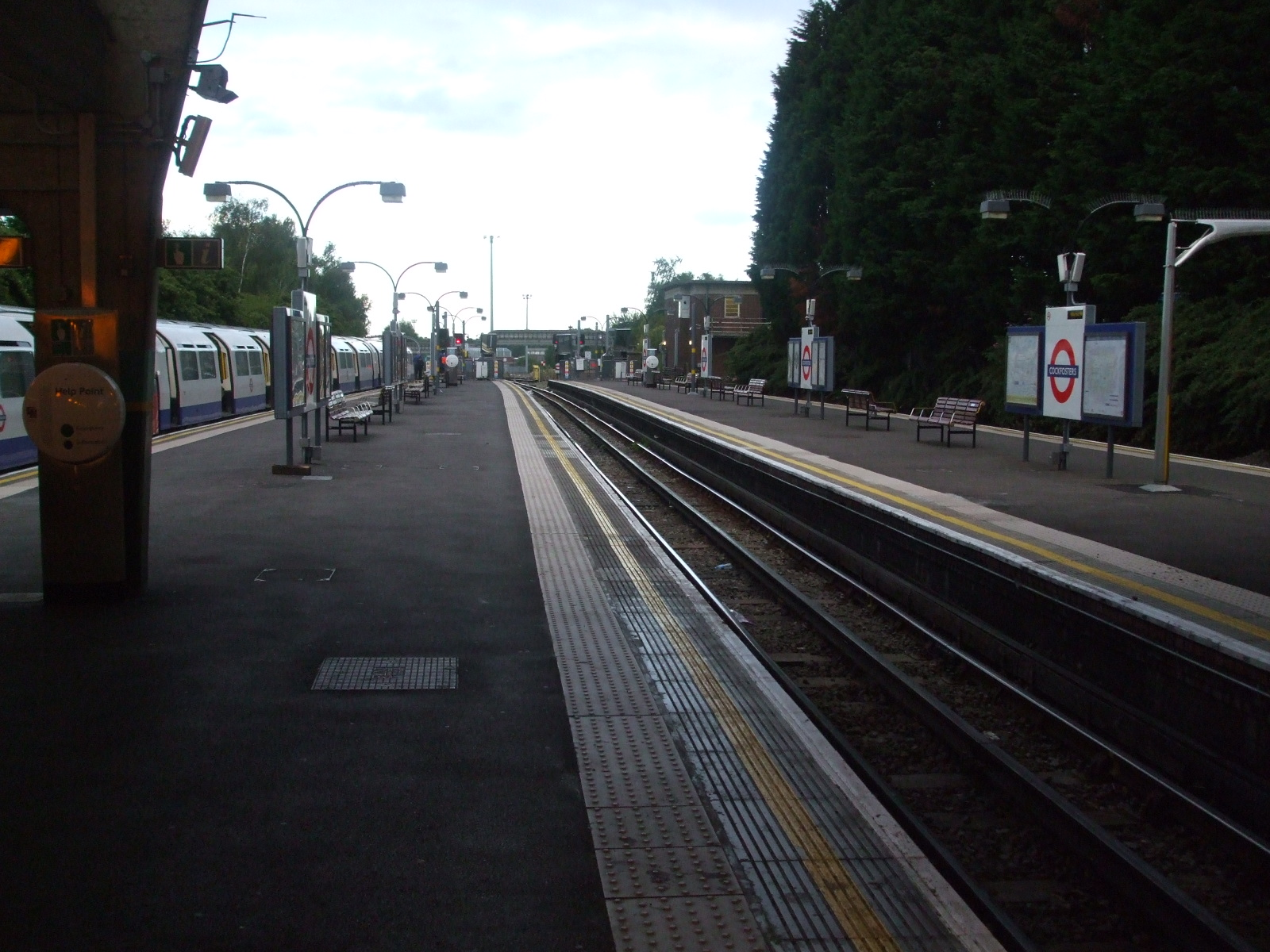
向西看2號月台及3號月台（橡木林方向）

## 接駁交通
- 倫敦巴士 298、299和384號
- 倫敦學校巴士線 692和699號
- 倫敦通宵巴士 N91號